# Urfaust
Az Urfaust holland black metal/ambient/avantgárd együttes. 2003-ban alakultak meg az Észak-Brabant tartománybeli Astenben. Nevüket Goethe befejezetlen történetéről kapták, amely végül a Fausttá nőtte ki magát (ős-Faust). A német Faust szó továbbá öklöt is jelent, így "ős-ököl"-nek is fordítható a név. Alapító tagja IX, aki Willem néven is ismert. Mellette még VRBRDR (Jim Dokter) szerepel. Az együttes négy nagylemezt, egy demót, két koncertalbumot, egy válogatáslemezt és több split lemezt és EP-t dobott piacra. Lemezkiadójuk: Ván Records. Annak ellenére, hogy az együttes holland származású, főleg német és angol nyelven énekelnek, 2013-as koncertalbumuk pedig ír címmel rendelkezik.

## Tagok
- IX (Willem) - gitár (2003–)
- VRBRDR (Jim Dokter) - dobok (2003–)

## Diszkográfia
- Geist ist Teufel (2004)
- Verraterischer, nichtswürdiger Geist (2005)
- Der freiwillige Bettler (2010)
- Empty Space Meditation (2016)
- The Constellatory Practice (2018)
- Teufelsgeist (2020)

## Egyéb kiadványok

### Demók
- Urvaterlicher Sagen (2004)

### Válogatáslemezek
- Ritual Music for the True Clochard (2012)

### Koncertalbumok
- Trúbadóíri Ólta an Diabhail (2013)
- Acherontic Rite (2017)